# محطة قطار وادي الصرار
محطة قطار وادي الصرار هي محطة للقطار أقامها العثمانيون بالقرب من وادي الصرار في عام 1915 كمحطة تقاطع على السكة الحديدية العثمانية الشرقية قبيل بدء الحملة على سيناء وفلسطين، وكانت حجر الزاوية للقطارات في فلسطين خلال الحرب العالمية الأولى. نشأت حول هذه المحطّة منطقة ذات أهمية لوجستية واستراتيجية (بما فيها مهابط طائرات) للتحالف العثماني-الألماني، وفيما بعد للتجريدة المصرية بعد الاحتلال البريطاني للمنطقة عام 1917. بعد أن وضعت الحربُ أوزارَها ظلّت المنطقة تقاطع سكة حديد ومركزًا لوجستيًّا عسكريًّا مهمًّا خلال فترة الانتداب البريطاني على فلسطين. بعد قيام دولة إسرائيل حتى عام 1998، استمرت المحطة في خدمة الركاب على خط سكة حديد يافا-القدس، ومنذ ذلك الحين استُخدمت كمحطة تشغيلية فقط.

## الموقع والأهمية
كان لمحطة التقاطع هذه عدة نطاقات فرعية امتدت على مساحة خمسة كيلومترات مربعة بين ما يعرف اليوم بمنحدرات موشاف يسودوت في الشمال الغربي، ومنحدرات موشاف تل شاحَر.

### النطاق العثماني
كانت محطة وادي الصرار بالنسبة للعثمانيين مركز إمدادات رئيسي، تتدفق عبره سبل العيش والحرب إلى جنوب فلسطين ومدينة القدس،  ومجموعة الخدمات التقنية لشبكة السكك الحديدية العسكرية. إلى جهة الجنوب من المحطة، في محطة قطار التينة، خرج فرعان: أحدهما تم مدُّه عام 1915 وهو الفرع المصري باتجاه قناة السويس، كجزء من المحاولة الثانية للجيش العثماني لمنع البريطانيين من حرية الملاحة في القناة، والفرع الآخر سكة الحديد من وادي صرار إلى غزة، الذي تم مَدُّه في ربيع عام 1917 لدعم خط الدفاع العثماني.

### النطاق البريطاني
استولى الجيش البريطاني على محطة السكة الحديد "محطة التقاطع" كما سمّاها البريطانيون، في 14 نوفمبر 1917، بعد معركة قمة جبل المغار.

## المبنى
شيدت السلطات العثمانية مبنى المحطة عام 1915 كمبنى نموذجي، وأقيمت مبان مماثلة له في محطات القطار في المسعودية وطولكرم وبئر السبع، وغيرها. في الأصل تم بناء سقف من القرميد فوق المحطة، ولكنَّهُ استُبدِل بسقف خرساني مسطح خلال فترة الانتداب البريطاني. جدد البريطانيون الاسم العربي للمحطة عام 1931. في 4 أكتوبر 1938، أثناء الثورة العربية الكبرى في فلسطين، تضررت المحطة، وكذلك الجسر فوق وادي الصرار المجاور لها.
ظلّت المحطة مُستَخدمة حتى عام 1998 عندما أُغلِقَت بعد توقُّف الخط القديم المؤدي إلى القدس. بدلاً من الخط القديم، افتُتِح خطٌّ جديد مزدوج على بعد حوالي 10 أمتار من الخط القديم، كما أُقيمت محطة قطار تشغيلية بالقرب من المحطة القديمة. يُستخدم المكان اليوم كمحطة لقاء للقطارات على خط تل أبيب-القدس.
مبنى المحطة القديم مُهمَل منذ إغلاقه. في عام 2010، فازت هيئة الصرف الصحي في شوريك-لخيش بمناقصة لترميم المحطة وتحويلها إلى موقع سياحي، ولكن باستثناء إحاطة المبنى بالسياج، لم يتم إنجاز أي شيء، وما يزال المبنى يتهاوى. توجد بالقرب من المحطة مقطورة خشبية (ربما من فترة الانتداب البريطاني) بالإضافة إلى قاطرة، وعدة عربات (من فترات لاحقة) وُضِعَت على سككٍ حديثة.

## النصب التذكاري للحرب العالمية الأولى
على بعد نحو 500 متر جنوب شرق محطة القطار في وادي الصرار، يوجد نصب تذكاري على شكل مسلة إحياءً لذكرى العمال المصريين، والجنود الهنود والعثمانيين الذين قُتلوا خلال الحرب العالمية الأولى قريبًا من موضع المسلة، ودُفِنوا بالقرب منها. عملت على إقامة شاهد القبر من لجنة مقابر الحرب الإمبراطورية (تُسمَّى الآن هيئة الكومنولث لمقابر الحرب، CWGC)، وهي منظَّمة تأسَّست في عام 1917 بهدف ضمان الدفن المناسب للجنود، وتوثيق وإحياء ذكرى القتلى الذين سقطوا في الحروب.
أثناء الحرب، أنشأت قوة التجريدة المصرية (وهو اسم الجيش متعدد الجنسيات تحت القيادة البريطانية، الذي عمل على جبهات سيناء وإفلسطين، وسوريا) مجموعة من المستشفيات العسكرية على مستويات مختلفة، وخاصة على طول الطرق الرئيسية والسكك الحديدية. تم دفن الذين ماتوا أثناء العلاج في المستشفى في مقابر بالقرب من المستشفيات. تتم رعاية وصيانة بعض مقابر الدفن هذه بشكل منتظم من قبل هيئة الكومنولث لمقابر الحرب، ولكن تم إهمال بعضها على مر السنين. في وادي صرار أيضًا أقيمت أيّام الحرب مستشفيات عسكرية، ودُفن من مات من الجنود هناك في قطعة الأرض التي أقيم عليها النصب التذكاري فيما بعد. وينتمي معظم المدفونين هناك إلى فرق العمل المصرية، وهي وحدات كانت تتكوَّن من العُمّال المصريين الذين كانوا يعملون في شقّ الطرق، ومدّ خطوط السكك الحديدية، وتفريغ وتحميل المؤن والمعدّات الحربية، وغير ذلك.
يُشبه النصب التذكاري من حيث التصميم وصياغة النقش عليه، نصب تذكارية أخرى مماثلة في فلسطين، على سبيل المثال في محطة قطار دير سنيد. تم وضع ثلاث ألواح حجرية على المسلة. وُضعت لوحتان بارزتان على واجهة المسلة باللغتين العربية والإنجليزية. يتضمن النقش بالعربية الشهادة: "لا إله إلا الله محمد رسول الله"، أمّا اللوح الحجري باللغة الإنجليزية فعليه النقش التالي:
```
يرقُد هنا سبعة جنود من الجيش الهندي. ومئة واثني عشر فردًا من أفواج العمل المصرية بالقرب من هذا المكان.
```

وثمّة لوحة حجرية صغيرة أخرى على الجانب الخلفي من المسلة تشير إلى ثلاثة جنود أتراك دفنوا هنا أيضًا.
قام مجهولون بتشويه النقوش التي ظلت غير مقروءة لسنوات. لجأت جمعية تراث الحرب العالمية الأولى في فلسطين إلى CWGC بمبادرة لترميم الموقع، وتجديد اللوحات في هذا الموقع، وفي مواقع أخرى أيضًا. في نهاية عام 2017، قامت CWGC بأعمال ترميم في الموقع، بما في ذلك تنظيف المسلة بالبخار، وترتيب الوصول إلى قطعة الأرض، وتجديد الشواهد الحجرية. بالإضافة إلى ذلك، اكتُشِفَ أنَّ أحد الجنود المصريين ينتمي إلى وحدة مصرية أخرى، هي فرقة نقل الجمال، وبالتالي تم تغيير العنوان الذي يشير إلى الجنود المصريين، وصار:

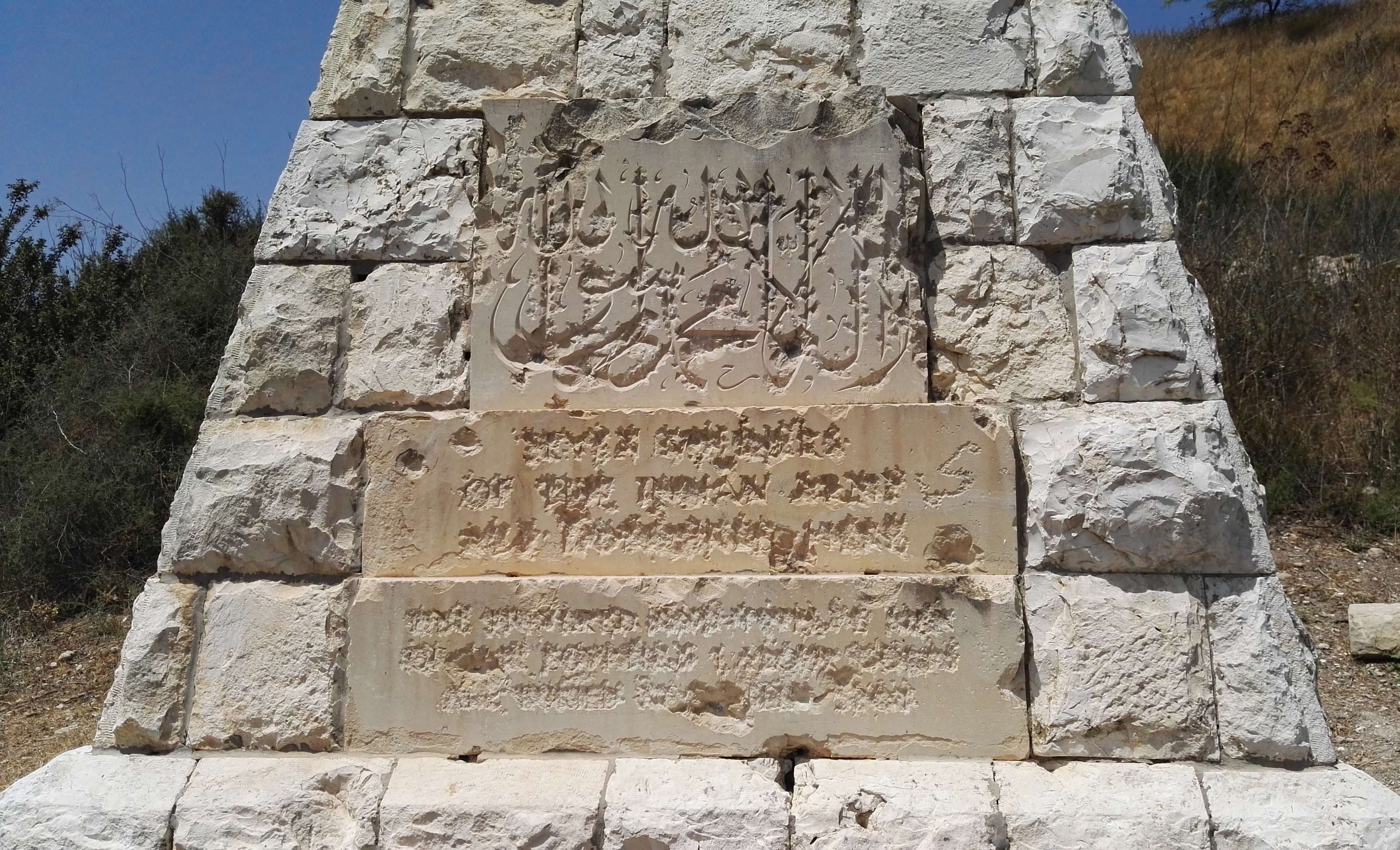
النقش المُشوّه في واجهة المسلة.
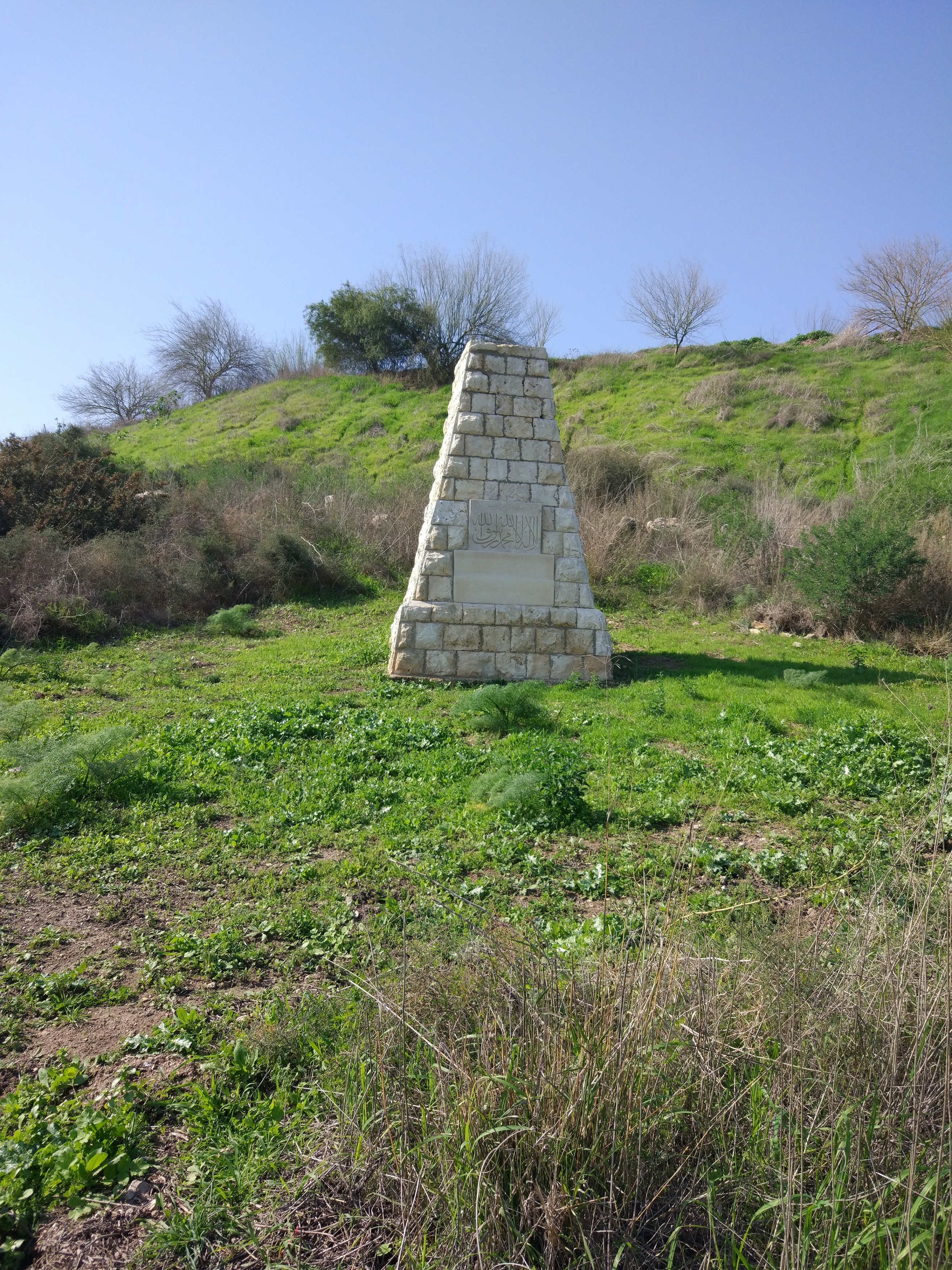
النصب التذكاري كما كان عليه عام 2018، بعد الترميم.
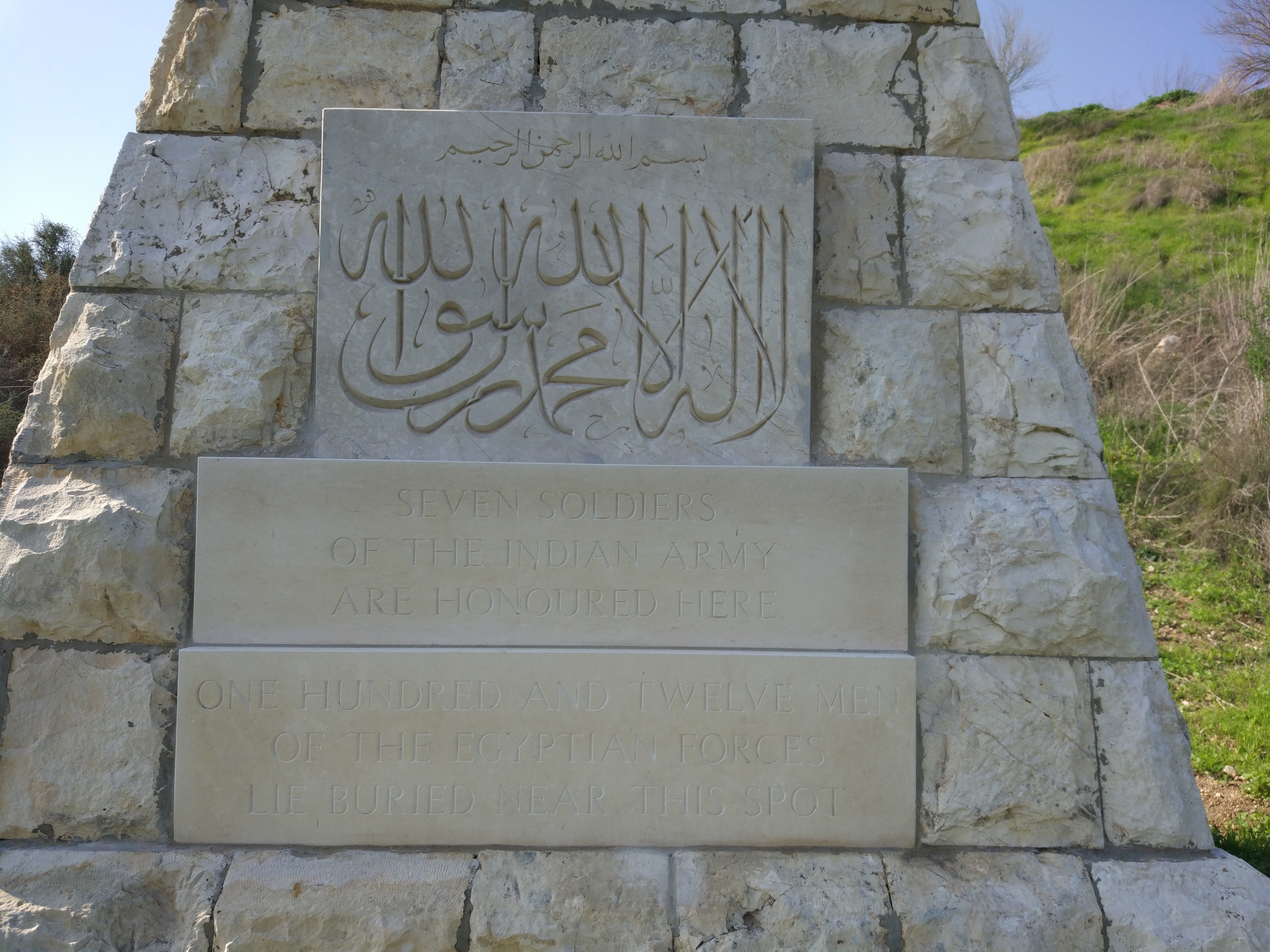
النقش الجديد على واجهة المسلة.
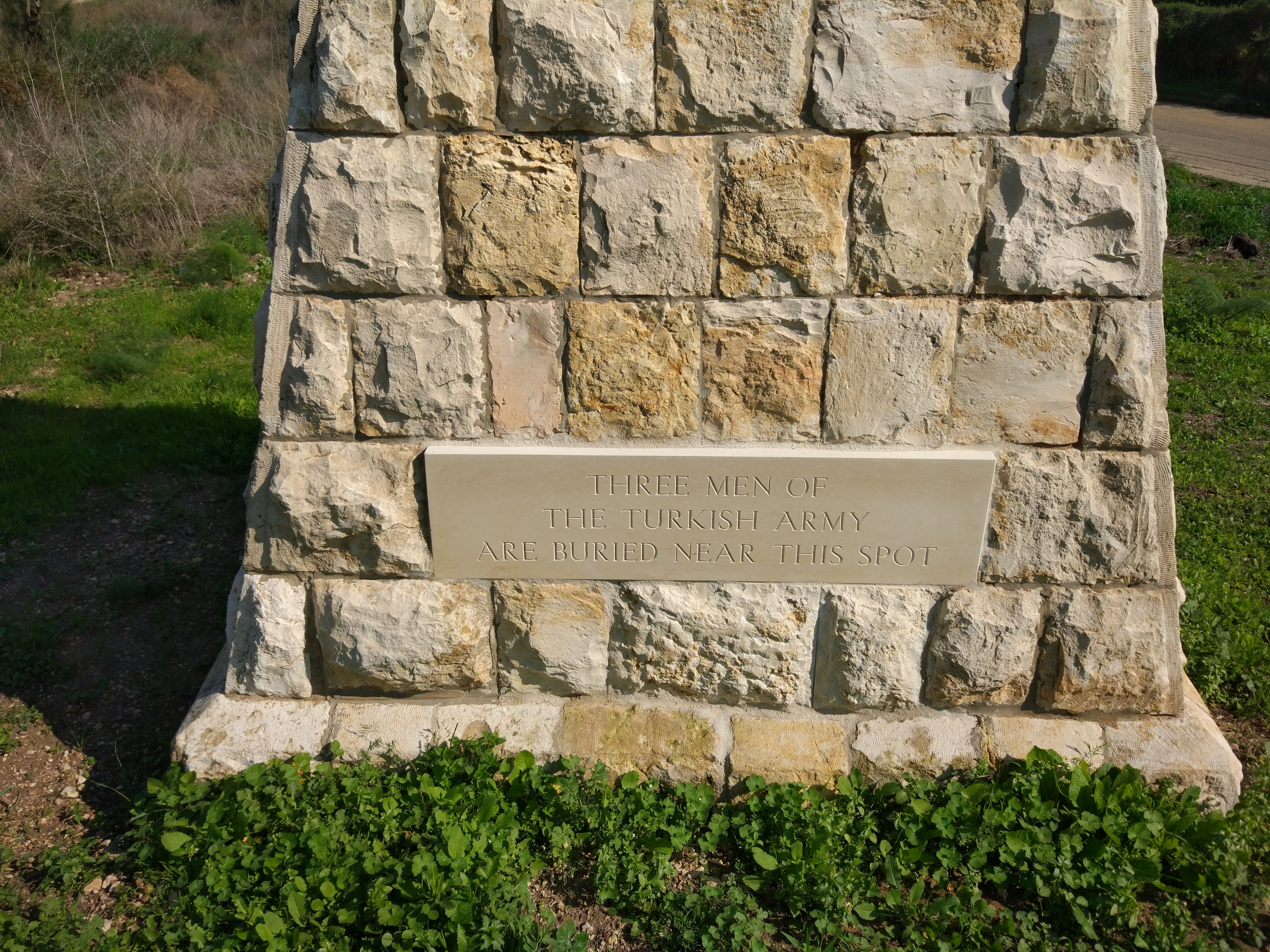
نقش على ظهر المسلة تخليدًا لذكرى الجنود العثمانيين.

## قراءات إضافية
- זאב וילנאי, מדריך ארץ ישראל - תל אביב, השרון, השפלה והנגב,  ירושלים: הוצאת תור, 1941, מהדורה שלישית- 1950.
- زئيف فلنائي، دليل أرض إسرائيل-تل أبيب، هشارون، السهل الساحلي، والنقب، القدس: تور للنشر، 1941، الطبعة الثالثة-1950.